# Бихарија (Алба)
Бихарија (рум. Biharia) насеље је у Румунији у округу Алба у општини Гарда де Сус. Oпштина се налази на надморској висини од 1103 m.

## Становништво
Према подацима из 2002. године у насељу је живело 113 становника, од којих су сви румунске националности.